# Doha International Grand Prix
Der Doha International Grand Prix (kurz Doha International GP) war ein Straßenradrennen in Katar.
Das Eintagesrennen wurde von 2004 bis 2006 und 2008 in Doha, der Hauptstadt von Katar, ausgerichtet. Seit Einführung der  UCI Asia Tour im Jahre 2005 zählte das Rennen zu dieser Rennserie und war in die Kategorie 1.1 eingestuft. Es fand stets Ende Januar oder Anfang Februar statt. Der Doha International GP fand in der Regel ein paar Tage vor der Katar-Rundfahrt statt und war eines der Auftaktrennen der Radsportsaison. Das Profil der Strecke war ausschließlich flach, wodurch vor allem Sprinter bei dem Rennen siegreich waren. 

## Sieger
- 2004  Simone Cadamuro
- 2005  Robert Hunter
- 2006  Tom Boonen
- 2007 nicht ausgetragen
- 2008  Ayman Ben Hassine